# Telmatactis castanea
Telmatactis castanea är en havsanemonart som först beskrevs av Bourne 1918.  Telmatactis castanea ingår i släktet Telmatactis och familjen Isophelliidae. Inga underarter finns listade i Catalogue of Life.